# 세비녜 부인

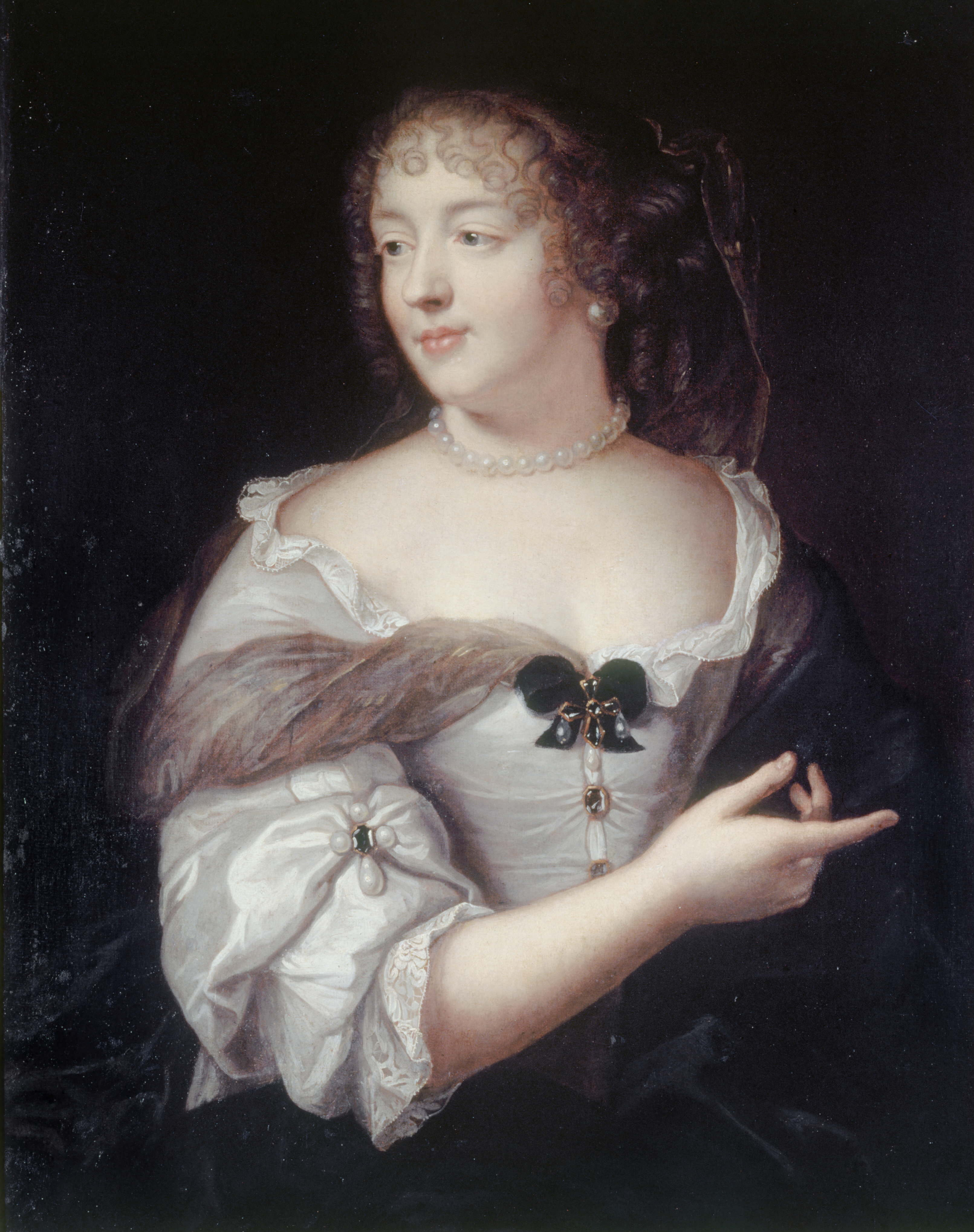
세비녜 부인

세비녜 후작 부인(프랑스어: Marquise de Sévigné, 1626년 2월 5일 ~ 1696년 4월 17일)는 서간집으로 유명한 프랑스의 귀족여성이다.

## 생애
본명은 마리 드 라부탱샹탈(Marie de Rabutin-Chantal)로 부르고뉴 출신의 남작가에서 태어났다. 부모를 일찍 잃고 외가에서 자란 마리는 앙리 드 세비녜 후작과 결혼했다. 남편과의 사이에서는 1646년 딸 프랑수아즈 마르그리트가, 1648년 아들 샤를이 태어났지만 방탕했던 앙리는 애인을 두고 결투를 벌인 끝에 부상을 입고 사망했다. 마리는 평생 재혼하지 않고 자녀들을 키우며 살롱에 출입했다. 딸 프랑수아즈 마르그리트는 1669년 프로방스의 귀족과 결혼했는데 그로부터 2년 뒤인 1671년부터 마리는 딸과 편지를 주고받기 시작했고 이것은 마리가 죽을 때까지 계속되었다. 딸을 비롯해 가까이 지내던 라파예트 부인, 라로슈푸코 등 지인과 교환한 편지 약 1,500통이 프랑스 문학의 귀중한 유산으로 남아 있다.